# 齊魯書社
齊魯書社，全称山东齐鲁书社出版有限公司，位於山東省濟南市，創建于1979年春，是一家以出版文史古籍和学术著作为主的古籍出版社。
齊魯出版社以出版古籍聞名。如查繼佐《罪惟錄（明書）》點校本、《王士慎全集》、《二十五別史》、《孔子家語注》等。

## 獲獎作品[1]
- 《校雠广义》荣获第四届国家图书奖
- 《中国美术史》荣获2001年度“五个一工程”奖、第五届国家图书奖提名奖
- 《中国美学思想史》荣获第四届中国图书奖
- 《全明散曲》荣获第九届中国图书奖
- 《陶文图录》荣获第一届中国出版政府奖提名奖
- 《王士禛全集》荣获第二届中国出版政府奖图书奖提名奖、第二届中华优秀出版物奖图书奖提名奖
- 《汉语官话方言研究》荣获第三届中国出版政府奖图书奖提名奖、第四届中华优秀出版物奖图书奖提名奖
- 《中国陶瓷史》荣获第五届中华优秀出版物奖提名奖
- 《宋代序跋全篇》荣获第六届中华优秀出版物奖提名奖

## 外部連結
- 齊魯書社 （页面存档备份，存于）